# Delonix
Delonix es un género de la subfamilia Caesalpinioideae dentro de la familia  Fabaceae. Los componentes de este género de árboles son plantas de flores nativos de  Madagascar y del este de  África. El más conocido es el Delonix regia.
Comprende 13 especies descritas y de estas, solo 11 aceptadas.

## Descripción
Son árboles, que alcanzan un tamaño de hasta 12 m de alto, inermes, con la corona ampliamente patente, deprimida. Hojas 2-pinnadas, 30–50 cm de largo, pinnas opuestas, patentes, 10–25 pares; folíolos 20–40 pares por pinna, los últimos opuestos, oblongos, 0.4–1 cm de largo y 3–4 mm de ancho, ápice redondeando, base oblicua, envés tomentuloso o puberulento, discoloro; raquis hasta 12 cm de largo, pecíolos fuertes, 70–120 mm de largo, estípulas caducas. Inflorescencias racimos corimbosos, terminales o axilares, pedicelos 40–100 mm de largo; cáliz 5-partido, sépalos subiguales, espatulado-lanceolados, 2.5–3 cm de largo, valvados en yema, reflexos con la edad; pétalos 5, suborbiculares, 5–7 cm de largo y 3–3.5 cm de ancho, patentes y frecuentemente reflexos, con una uña larga, rojo intensos, frecuentemente manchados con anaranjado; estambres 10, libres; ovario sésil. Fruto ampliamente linear, 35–60 cm de largo y 4–7 cm de ancho, comprimido, 2-valvado, dehiscente, las valvas leñosas; semillas numerosas, oblongas, transversales.

## Taxonomía
El género fue descrito por Constantine Samuel Rafinesque y publicado en Flora Telluriana 2: 92. 1836[1837] La especie tipo es: Delonix regia
Etimología
Delonix: nombre genérico que deriva de las palabras griegas δηλος (delos), que significa "evidente", y ονυξ (ónix), que significa "garra", refiriéndose a la forma de los pétalos.

## Especies aceptadas
A continuación se brinda un listado de las especies del género Delonix aceptadas hasta agosto de 2014, ordenadas alfabéticamente. Para cada una se indica el nombre binomial seguido del autor, abreviado según las convenciones y usos.	
- Delonix adansonioides
- Delonix baccal
- Delonix boivinii
- Delonix boiviniana
- Delonix brachycarpa
- Delonix decaryi
- Delonix elata
- Delonix floribunda
- Delonix leucantha
- Delonix pumila
- Delonix regia
- Delonix tomentosa
- Delonix velutina